# Yoker (Whiskybrennerei)
Yoker war eine Whiskybrennerei in Glasgow, Schottland.

## Geschichte
Die Brennerei wurde 1770 von John Harvey gegründet und verblieb bis zum Jahre 1906 in Familienbesitz. In den folgenden Jahren gehörte der Betrieb zu verschiedenen Konsortien und Konzernen, bis Distillers Company Ltd. (DCL) im Jahre 1925 Alleininhaber wurde. Im Jahre 1927 wurde der Betrieb endgültig geschlossen. Bei einem Angriff der Luftwaffe (Clydebank Blitz) im März 1941 wurden die Gebäude schwer beschädigt. Die Lagerhäuser wurden noch bis in die 1970er Jahre genutzt, wurden jedoch zwischenzeitlich ebenfalls abgerissen. Die Yoker-Brennerei produzierte im Wesentlichen Grain Whisky, konnte mittels einer Stein Still jedoch auch Malt Whisky herstellen.
Als Alfred Barnard im Rahmen seiner bedeutenden Whiskyreise im Jahre 1885 die Brennerei besuchte, verfügte sie über eine jährliche Produktionskapazität von mehr als 600.000 Gallonen und gehörte damit zu den größten Brennereien in Schottland. Es standen zwei Coffey Stills zur Produktion von Grain Whisky sowie eine Stein Still für Malt Whisky zur Verfügung.

## Weiterführende Informationen
- Informationen und Bildmaterial zur Brennerei bei scotlandsplaces.gov.uk